# Мария Ласкарина
Мария Ласкарина (Maria Laskarina; ок. 1206 – 16 юли/24 юни 1270) е никейска принцеса и унгарска кралица, съпруга на крал Бела IV.

## Биография
Дъщеря е на никейския император Теодор I Ласкарис и Анна Ангелина. По-малка сестра е на Ирина Ласкарина, съпругът на която наследява никейския престол.
През 1218 г. Мария е омъжена за унгарския принц Бела IV, най-големия син на крал Андраш II и Гертруда от Мерания. По това време Бела и Мария са по на дванадесет години. На 26 октомври 1235 г. умира крал Андраш II. Съпругът на Мария заема унгарския престол като крал Бела IV, а Мария Ласкарина е обявена за негова кралица.
Мария Ласкарина умира два месеца след съпруга си на 24 юни или 16 юли 1270 г.

## Деца
Мария Ласкарина и Бела IV имат десет деца:
- Маргарита (1220 – 1242)
- Кунигунда (1224 – 1292), светица, омъжена за полския крал Болеслав V
- Анна (1226 – 1270), омъжена за Ростислав от Славония
- Катерина (1229 – 1242)
- Ержбета (1236 – 1271), омъжена 1250 г. за баварския херцог Хайнрих III
- Йоланда (1238 – 1298), омъжена за полския княз Болеслав Благочестиви
- Ищван V (1239 – 1272), крал на Унгария, Хърватия и Далмация
- Св. Маргарита Унгарска (1242 – 1271), канонизирана за светица през 1943 г.
- Бела (1243 – 1269), херцог на Славония, женен 1264 за Кунигунда, дъщеря на маркграф Ото III фон Бранденбург
- Констанца (1237 – 1252), омъжена за Лео Пршемисъл, княз на Халич